# Rosemarie Gabriel
Rosemarie Gabriel (n. 27 februarie 1956, Schwerin, Germania) este o înotătoare ce a reprezentat Germania, medaliată olimpică. A participat la 2 ediții ale Jocurilor Olimpice (1972, 1976) în care a câștigat o medalie de aur și o medalie de bronz.